# Ladislao Cabrera

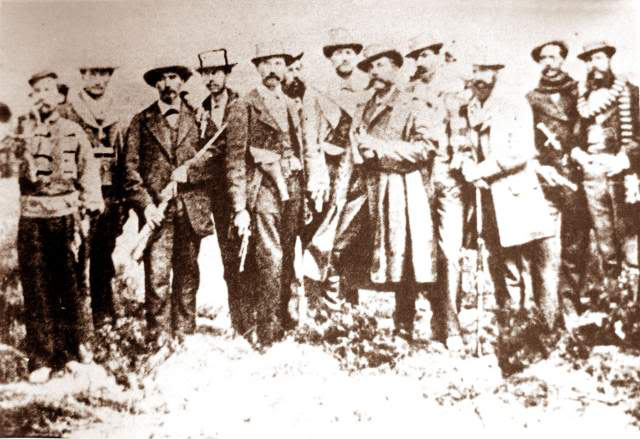
Ladislao Cabrera (2.v.l.) bei der Schlacht von Calama

Juan Ladislao Cabrera Vargas (* 23. Mai 1830 in Totora; † Dezember 1921 in Sucre) war ein bolivianischer Jurist, Bürgermeister und Freiheitskämpfer auf der Seite Boliviens im Salpeterkrieg (auch Pazifischer Krieg, spanisch Guerra del Pacífico) mit Chile (1879–1884).

## Leben
Juan Ladislao Cabrera Vargas wurde 1830 als Sohn von Mariano Cabrera und Manuela Vargas in der Gemeinde Totora in der heutigen Provinz Carrasco im Departamento Cochabamba geboren. Er studierte erfolgreich Rechtswissenschaften in Arequipa, Peru und wurde nach seiner Rückkehr nach Bolivien unter der Regierung von José María de Achá (1861–1864) Bürgermeister von Cobija, einer Stadt an der Pazifikküste, die vor dem Salpeterkrieg zu Bolivien gehörte. Unter der Regierung des bolivianischen Präsidenten José Mariano Melgarejo (1864–1871) wurde er von seinem Amt entbunden und wohnte noch bis zum Alter von 49 Jahren in Calama, anschließend arbeitete er als Forensik-Spezialist in der Provinz Calama, die heute zu Chile gehört.
Nach Ende des Salpeterkrieges zog er zuerst in die Ortschaft San Francisco de Chiu Chiu westlich von Calama und später nach La Paz, wo er zeitweise als Botschafter und im Jahr 1881 als bolivianischer Interimspräsident tätig war. Er starb im Alter von 91 Jahren im Dezember 1921 in der bolivianischen Stadt Sucre (nach anderen Quellen in San Francisco de Chiu Chiu).

## Schlacht von Calama
Cabrera wurde berühmt durch die Verteidigung der Stadt Calama gegen die chilenische Invasion im Salpeterkrieg. Nachdem Cabrera vom Überfall des chilenischen Militär auf die Stadt Antofagasta am 14. Februar 1879 erfahren hatte, organisierte er die Verteidigung von Calama mit 130 Bolivianern, als am 23. März 1879 eine chilenische Streitmacht mit mehr als 540 Kämpfern die Ortschaft einnehmen wollte. Der Kampf um Calama als die erste Schlacht des Salpeterkrieges ist als „Batalla de Calama“ (Schlacht von Calama) oder auch „Batalla del Topáter“ (Schlacht am Río Topáter) in die Geschichte dieser Auseinandersetzung um Boliviens Zugang zum Pazifik eingegangen.

## Ehrung
In Erinnerung an die Verdienste von Ladislao Cabrera erhielt am 13. Oktober 1941 die bolivianische Provinz Ladislao Cabrera im Departamento Oruro seinen Namen.